# جيمس غودنايت
جيمس غودنايت (بالإنجليزية: James Goodnight)‏ هو عالم حاسوب وشخصية أعمال ورائد أعمال أمريكي، ولد في 6 يناير 1943 في ساليسبري في الولايات المتحدة.

## روابط خارجية
- جيمس غودنايت على موقع مونزينجر (الألمانية)